# Byrrhus gigas
Byrrhus gigas là một loài bọ cánh cứng trong họ Byrrhidae. Loài này được Fabricius miêu tả khoa học năm 1787.